# Бак, Джордж
Джордж Бак (англ. George Back, 6 ноября 1796 года, Стокпорт, Англия — 23 июня 1878 года, Лондон, Англия) — английский военный моряк, путешественник, исследователь канадского Севера, художник и натуралист.
Член Лондонского королевского общества (1847).

## Биография
Джордж Бак, второй сын Джона и Анны Бак, родился 6 ноября 1796 года в городе Стокпорт (графство Чешир, Англия). Детские годы Джорджа пришлись на период Наполеоновских войн, а блистательные победы Британского Флота вызвали у мальчика желание и самому стать моряком. Визит в Ливерпуль укрепил его в своих планах, поэтому отец взял его с собой в Лондон и, с помощью родственника, он поступил добровольцем на HMS Arethusa 15 сентября 1808 года. Вскоре Arethusa начала боевые действия от Шербура до северного побережья Испании. В апреле 1809 года, когда Джордж Бак служил возле Сан-Себастьяна на одном из катеров, ищущих призы, его захватили французы. Пять лет, вплоть до мая 1814 года, Джордж провёл в плену.
Освободившись из плена, 4 июля 1814 июля Бак стал гардемарином на корабле «Акбар», базировавшегося в Галифаксе, Новая Шотландия. После возвращения «Акбар» в Портсмут в декабре 1816 года, 5 марта 1817 года Бак был назначен гардемарином на «Бальварк». Это судно стояло в Чатеме, где он, по его собственным словам, проводил время «рисуя, читая и учась». Через год он добровольцем пошёл в арктическую экспедицию под командой Дэвида Бучана, которыму было поручено на двух кораблях («Трент» и «Доротея») проити под парусами через Северный Ледовитый океан от Шпицбергена до Берингова пролива. Бак был назначен гардемарином на бриг «Трент». Корабли оставили Темзу 25 апреля 1818 и вернулись 22 октября, пройдя полный опасностей путь во льдах возле архипелага Шпицберген, не добились больших успехов, но зашли на север до рекордной широты 82°34'. Большим плюсом для Джорджа Бака было то, что он завязал знакомство со старшим помощником «Трента» Джоном Франклином, который заметил его способности художника.
Сопутствуя Франклину и Ричардсону в их экспедициях к берегам Северной Америки, Бак выказал себя бесстрашным моряком; в 1821 г. произведен в лейтенанты, в 1825 г. — в командоры.
В 1833 г. предложил английскому правительству свои услуги для розыска капитана Джона Росса, считавшегося погибшим. 17 февраля следующего года он оставил Лондон и 28 июня из Норвейгоуза, фактории Компании Гудзонова залива, отправился на север. Перезимовав со своими спутниками среди страшных лишений на берегу Большого Невольничьего озера, Бак в 1834 г. открыл огромную Рыбную реку (впоследствии названную его именем). Получив известие, что капитан Росс вернулся, Бак продолжил экспедицию и исследовал реку до самого впадения в Северный Ледовитый океан, после этого ещё раз перезимовал на Большом Невольничьем озере и лишь весной отправился в обратный путь.
По возвращении в Англию Бак был послан в новую полярную экспедицию, которая, однако, совершенно не удалась, причем он едва не погиб, находясь вместе со спутниками на затёртом льдами корабле с сентября 1836 года до июля 1837 года. Его сочинения содержат отчеты о путешествиях: «Narrative of the Arctic land expedition to the mouth of the Great Fish or Back River, and along the shores of the Arctic Ocean» (Лондон, 1836 г.) и «Narrative of the expedition in H. M. S. Terror» (Лондон, 1838 г.).
Королевское географическое общество в Лондоне и Географическиое общество Франции наградили Джорджа Бака золотыми медалями, а английское правительство возвело его в дворянское достоинство. Бак в 1857 году получил чин контр-адмирала, в 1863 г. — вице-адмирала, в 1867 г. — адмирала. Умер 23 июня 1878 года в Лондоне.

## Галерея рисунков Джорджа Бака

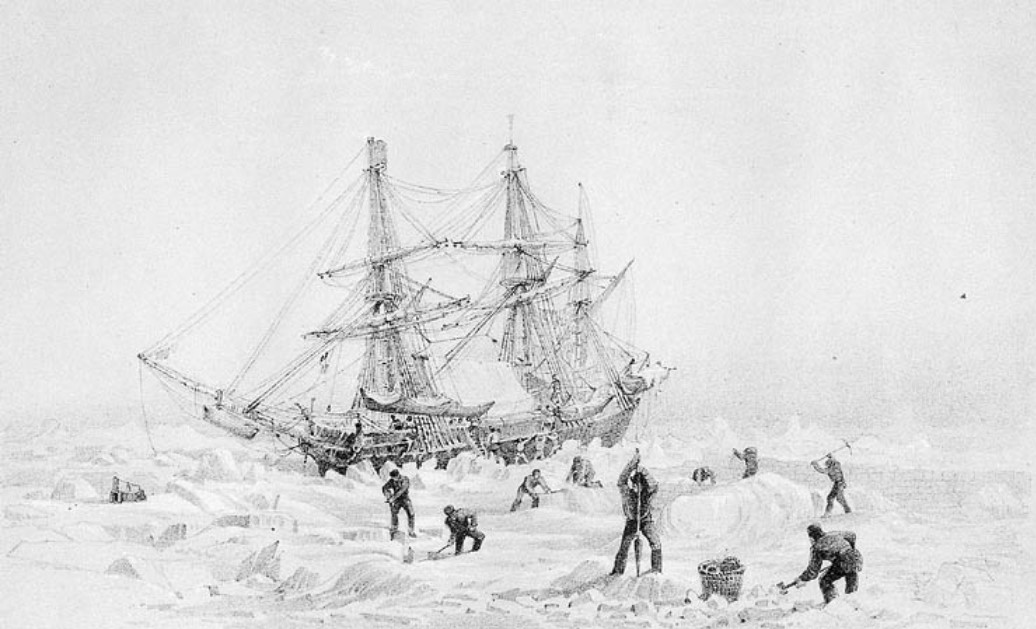
Корабль «Террор» (1813)
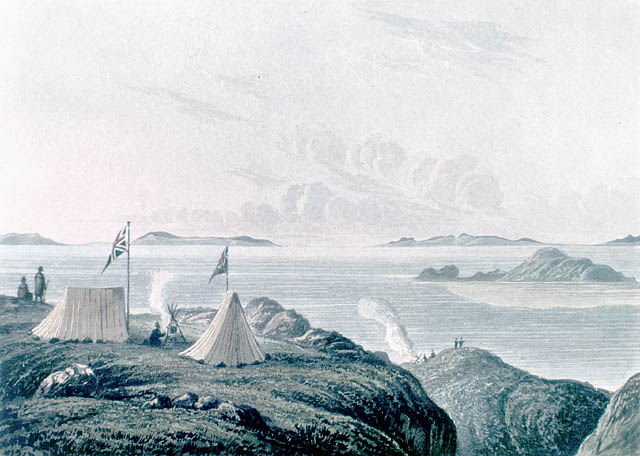
Устье реки Коппермайн (1821)
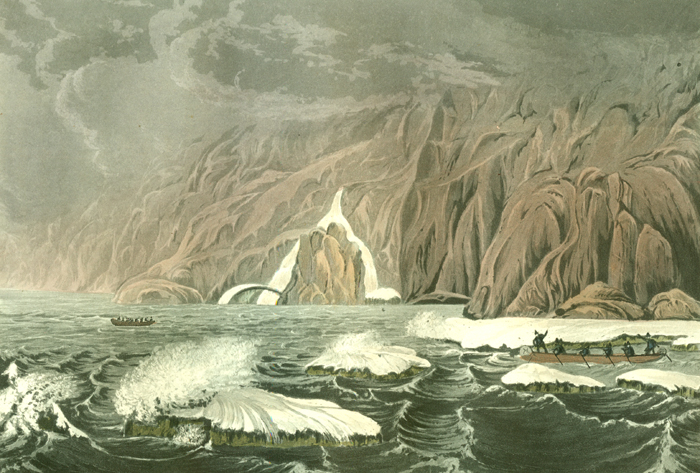
Экспедиция к мысу Барроу (1821)
Форт Энтерпрайз
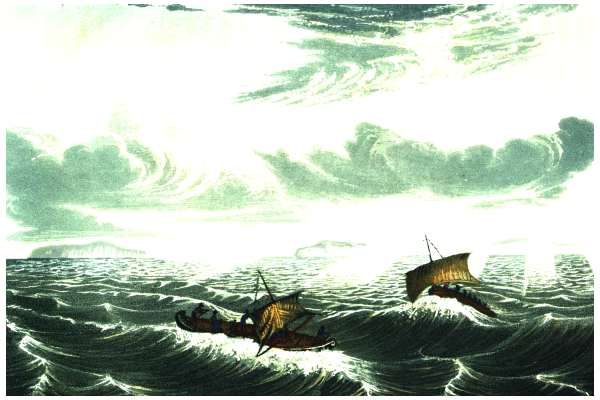
Каноэ Франклина во время шторма
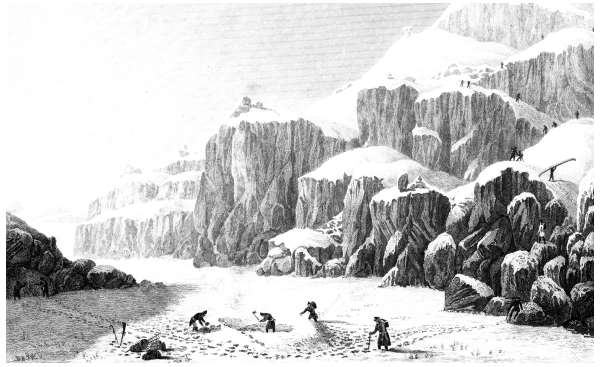
Оборудование лагерной стоянки в Пустынных землях
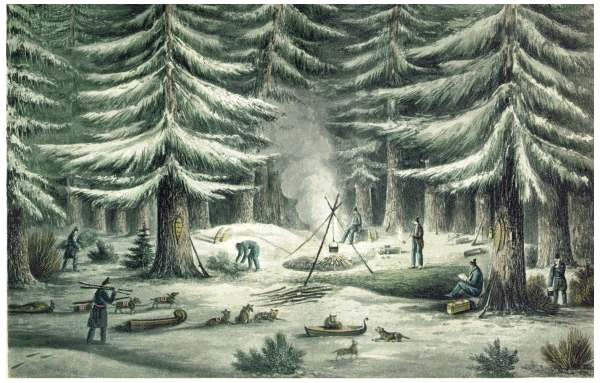
Зимнее место отдыха